# Jabel
Jabel è un comune del Meclemburgo-Pomerania Anteriore, in Germania. Appartiene al circondario della Terra dei Laghi del Meclemburgo  ed è parte dell'Amt Seenlandschaft Waren.

## Storia
Il 1º gennaio 2015 venne aggregato al comune di Jabel il soppresso comune di Neu Gaarz.